# Mondot
Mondot ist ein spanischer Ort und eine ehemalige Gemeinde in der Provinz Huesca der Autonomen Gemeinschaft Aragonien. Mondot gehört zur Gemeinde Aínsa-Sobrarbe. Der Ort auf 647 Meter Höhe liegt circa 14 Kilometer südlich von Aínsa. Mondot hatte im Jahr 2019 sechs Einwohner.

## Sehenswürdigkeiten
- Kirche San Joaquín (Bien de Interés Cultural), erbaut im 17. Jahrhundert
- Casa Vilellas, erbaut im 16. Jahrhundert
- Casa Villacampa, erbaut im 16. Jahrhundert